# Laura Wachauf
Laura Wachauf (* 1984 in München als Laura Richter) ist eine deutsche Filmeditorin.
Richter ist die Tochter von Jochen Richter und Schwester von Jörg sowie Florian Richter. Sie machte eine Ausbildung zur Film- und Videoeditorin bei TV Werk und SRT in Nürnberg.
Seit 2018 ist sie als Laura Wachauf aktiv. Zuvor war sie unter ihrem Mädchennamen Laura Richter bekannt.

## Filmographie (Auswahl)
- 2007: Der Ruf der Geckos
- 2013: Fack ju Göhte (Trailereditorin)
- 2014: Lola auf der Erbse
- 2014: Fack ju Göhte 2 (Additional Editorin)
- 2014: 90 Minuten sind kein Leben
- 2015: Einfach Rosa – Wolken über Kapstadt
- 2017: Arzt mit Nebenwirkung
- 2017: Mord in bester Gesellschaft: Winters letzter Fall
- 2017: Pastewka
- 2018: Falk (Fernsehserie, 4 Folgen)
- 2019: Now or Never
- 2020: Der Amsterdam-Krimi
  - 2020: Tod im Hafenbecken
  - 2020: Das verschwundene Kind
- 2021: Biohackers
- 2021: Fly
- 2022: Liberame: Nach dem Sturm
- 2022: Oderbruch
- 2022: German Crime Story: Gefesselt
- 2024: Eine Million Minuten
- 2024: Sebastian Fitzeks Der Heimweg